# Huron (Ohio)
Huron ist eine City im Erie County, Ohio, Vereinigte Staaten. Das U.S. Census Bureau ermittelte bei der Volkszählung 2020 eine Einwohnerzahl von 6922.
Huron liegt am Südufer des Eriesees an der Mündung der Huron River (Ohio), 70 km westlich von Cleveland. 
Die Gegend von Huron wurde 1792 besiedelt und der Ort wurde offiziell 1809 gegründet. In den 1820er-Jahren wurden Hafenanlagen gebaut und seit den 1830er-Jahren gibt es in Huron wichtige Werften. Mit der Eisenbahnvernetzung durch die Wheeling and Lake Erie Railway und neuen Docks auf dem Ostufer der Huron River entwickelte sich der Hafen ab 1884 zu einem wichtigen Umschlagplatz. Heute noch wird Eisenerz und Kalkstein verladen.